# 韋斯頓·麥肯尼
韋斯頓·詹姆斯·厄尔·麥肯尼（英語：Weston James Earl McKennie；1998年08月28日—）是一名美國職業足球員，現時效力意甲俱樂部尤文图斯，代表美國國家足球隊參加國際比賽。

## 俱樂部生涯
2021年3月3日，尤文图斯以一項為期4年的合約行使了對麥肯尼的1850萬歐元買斷權，外加650萬歐元的潛在獎金。
2024年8月22日，麦肯尼与尤文图斯续约至2026年。

## 个人生活
麦肯尼从6岁第一次阅读哈利波特书籍时起，就一直是魔法世界的粉丝。 他有一个哈利波特的闪电形状纹身，并且他的标志性进球庆祝动作是挥手仿佛使用魔杖施法。

## 榮譽

### 俱樂部
尤文图斯
- 義大利超級盃冠軍：2020年
- 意大利盃冠軍：2020–21[11]賽季

### 國家隊
美國
- 美洲金盃亞軍：2019年
- 中北美洲及加勒比海國家聯賽冠軍：2019–20[12]

### 個人
- 美國足球先生：2020年[13]

## 外部連結
- Soccerway資料庫：韋斯頓·麥肯尼
- FC Dallas Profile （页面存档备份，存于）